# Moschea di Taksim
La Moschea di Taksim (in turco Taksim Camii) è un complesso di moschee che si trova in piazza Taksim ad Istanbul.

## Storia
Il progetto per una moschea in piazza Taksim è risale al 1952 ma il Consiglio di Stato ha interrotto il progetto nel 1983 con la motivazione che "non era nell'interesse pubblico". Il progetto per la Moschea di Taksim è rimasto comunque in agenda durante i governi di Turgut Özal negli anni '80 e Necmettin Erbakan nel 1996, ma ha sempre incontrato ostacoli perché piazza Taksim era strettamente associata al repubblicanesimo e al laicismo.
Anche il presidente Recep Tayyip Erdogan aveva sostenuto l'idea della moschea quando era diventato sindaco di Istanbul nel 1994 e la prospettiva della realizzazione di nuova moschea era stata causa delle proteste di Gezi Park nel 2013.
Nel gennaio 2017 il progetto è stato finalmente approvato e Şefik Birkiye è stato nominato architetto della moschea e Sur Yapı è stato incaricato di eseguirne la costruzione. La costruzione è iniziata il 17 febbraio 2017 ed è durata quattro anni. La moschea è stata inaugurata  il 28 maggio 2021 con una preghiera del venerdì alla presenza del presidente, Recep Tayyıp Erdoğan.

## Posizione
La moschea si trova proprio dietro Taksim Maksemi, il deposito d'acqua in pietra costruito da Mahmud I nel 1731, e di fronte al Centro Culturale Atatürk che si trova dalla parte opposta di piazza Taksim. La via pedonale dello shopping, Istiklal Caddesi, parte da piazza Taksim proprio accanto alla moschea.

## Caratteristiche architettoniche
È stata realizzata in stile Art Deco, e può contenere fino a 3.000 fedeli contemporaneamente. Escludendo i due minareti, l'altezza della moschea è di circa 30 metri, ed è stata progettata in una versione moderna del tradizionale stile a cupola associato a Sinan. Inoltre è stata sapientemente adattata per adattarsi al suo ambiente ristretto e il complesso comprende una sala conferenze ed esposizioni e un parcheggio sotterraneo.